# Lissodendoryx fusca
Lissodendoryx fusca är en svampdjursart som först beskrevs av Ridley och Arthur Dendy 1886.  Lissodendoryx fusca ingår i släktet Lissodendoryx och familjen Coelosphaeridae.
Artens utbredningsområde är havet kring Heard- och McDonaldöarna. Inga underarter finns listade i Catalogue of Life.